# Les Chambres

Les Chambres este o comună în departamentul Manche, Franța. În 2013 avea o populație de 137 de locuitori.